# Agustin Campassi
Agustin Campassi (ur. 9 lutego 1988 r.) – argentyński wioślarz.

## Osiągnięcia
- Mistrzostwa Świata U-23 – Račice 2009 – jedynka wagi lekkiej – 1. miejsce[1].
- Mistrzostwa Świata – Poznań 2009 – czwórka podwójna wagi lekkiej – 7. miejsce[1].